# غار قبطرقلو
اشکفت قبطرقلو مربوط به دوره ساسانیان است و در شهرستان شیراز، بخش زرقان، دهستان زرقان، روستای قبطرقلو، جاده خاکی انحرافی میدان تیر سپاه واقع شده و این اثر در تاریخ ۳۰ بهمن ۱۳۸۶ با شمارهٔ ثبت ۲۰۹۹۶ به‌عنوان یکی از آثار ملی ایران به ثبت رسیده است.